# Anything Once (film fra 1925)
Anything Once er en amerikansk stumfilm fra 1925 instrueret af Justin H. McCloskey.

## Medvirkende
- Tully Marshall som Mr. Nixon
- Gladys Walton som Dorothy Nixon
- Harold Austin som David Marvin
- Mathilde Brundage	som Mrs. Nixon
- Francis McDonald som Bogus Duke